# Le Jeune Homme et l'Espace
Le Jeune Homme et l'Espace (titre original : Have Space-Suit, Will Travel) est un roman de Robert A. Heinlein publié en 1958. Il a également été traduit sous le titre : Le Vagabond de l'espace.
Il fait partie d'un cycle de douze romans pour la jeunesse parus pour Noël, chez l'éditeur Scribner's, entre 1947 et 1959.

## Résumé
Rêvant de remporter un voyage lunaire, le jeune Kip gagne un scaphandre spatial comme lot de consolation dans un concours publicitaire. Le soin avec lequel il le rééquipe amènera un vaisseau spatial extraterrestre à atterrir dans son jardin, et il sera entraîné jusqu'au Petit Nuage de Magellan, où il devra défendre le droit à l'existence de la race humaine, au lourd passé guerrier.

## Thématiques
Comme la plupart des juveniles heinleiniens, le roman joue à inverser les préjugés racistes, la race humaine étant considérée comme presque sauvage par des créatures civilisées aux allures de lémuriens ou de singes verts. Il met en scène l'idée que des opportunités de toutes sortes se présentent sans cesse, et que l'important est d'y être préparé.
L'un de ses éléments essentiels est Oscar, le scaphandre de Kip, décrit avec un grand luxe de détails — Heinlein ayant lui-même été chargé du développement de combinaisons d'altitude pressurisées pendant la guerre.